# Dekanat Raduń
Dekanat Raduń – jeden z 16 dekanatów diecezji grodzieńskiej na Białorusi. W jego skład wchodzi 13 parafii. Dziekanem jest ks. Henryk Jabłoński.

## Lista parafii
| Lp. | Miejscowość / parafia                                         | Proboszcz / administrator  | Kościół                                                         | Zdjęcie |
| --- | ------------------------------------------------------------- | -------------------------- | --------------------------------------------------------------- | ------- |
| 1   | Bieniakonie Parafia św. Jana Chrzciciela                      | ks. Stanisław Łaban        | Kościół św. Jana Chrzciciela w Bieniakoniach                    |         |
| 2   | Dociszki Parafia Miłosierdzia Bożego                          |                            | Kościół Miłosierdzia Bożego w Dociszkach                        |         |
| 3   | Hermaniszki Parafia Świętej Trójcy                            | ks. Giennadij Romaszko SAC | Kościół Świętej Trójcy w Hermaniszkach                          |         |
| 4   | Konwaliszki Parafia Najświętszego Serca Pana Jezusa           |                            | Kościół Najświętszego Serca Pana Jezusa w Konwaliszkach         |         |
| 5   | Nacza Parafia Niepokalanego Poczęcia Najświętszej Maryi Panny |                            | Kościół Niepokalanego Poczęcia Najświętszej Maryi Panny w Naczy |         |
| 6   | Osowo Parafia św. Jerzego                                     |                            | Kościół św. Jerzego w Osowie                                    |         |
| 7   | Pielasa Parafia św. Linusa                                    |                            | Kościół św. Linusa w Pielasie                                   |         |
| 8   | Raduń Parafia Matki Bożej Różańcowej                          |                            | Kościół Matki Bożej Różańcowej w Raduniu                        |         |
| 9   | Trokiele Parafia Nawiedzenia Najświętszej Maryi Panny         |                            | Kościół Nawiedzenia Najświętszej Maryi Panny w Trokielach       |         |
| 10  | Wołdaciszki Parafia św. Marii Magdaleny                       |                            | Kościół św. Marii Magdaleny w Wołdaciszkach                     |         |
| 11  | Werenowo Parafia Świętych Apostołów Szymona i Judy Tadeusza   | ks. Andrzej Witek SAC      | Kościół Miłosierdzia Bożego w Werenowie                         |         |
| 12  | Zabłoć Parafia Trójcy Przenajświętszej                        | ks. Henryk Jabłoński       | Kościół Trójcy Przenajświętszej w Zabłociu                      |         |
| 13  | Żyrmuny Parafia Znalezienia Krzyża Świętego                   |                            | Kościół Znalezienia Krzyża Świętego w Żyrmunach                 |         |